# Мачковець-при-Двору
Мачковець-при-Двору (словен. Mačkovec pri Dvoru) — поселення в общині Жужемберк, регіон Південно-Східна Словенія, Словенія. Висота над рівнем моря: 246,5 м.